# Evelina Eriksson
Evelina Eriksson, född 20 augusti 1996 i Österhaninge, är en svensk handbollsmålvakt.

## Karriär

### Klubblag
Evelina Erikssons moderklubb är Haninge Hk där hon spelade till 17 års ålder. Hon spelade sedan tre år i Team Stockholm/Spårvägen innan hon anslöt till Tyresö Handboll i damallsvenskan. Efter två år i Tyresö spelade hon två år för den svenska toppklubben Skuru IK.
Evelina Eriksson spelade för Skuru IK men efter 2020 beslutade hon sig för att bli proffs i Vipers Kristiansand i Norge. Största nationella meriten med Skuru blev seriesegern i Svensk handbollselit 2018/2019. (Skuru nådde finalen samma år men besegrades med 3-0 i matcher av IK Sävehof så hon har ingen SM-seger).
Med Vipers Kristiansand har hon vunnit Champions League två gånger, norska ligan två gånger, och norska cupen två gånger. Sedan 2022 spelar hon för rumänska laget CSM București.

### Landslag
Den 27 oktober 2020 togs Eriksson ut för att representera Sverige vid EM 2020. Hon blev sen ändå inte en del av den slutgiltiga truppen som spelade EM. Hon gjorde dock A-landslagsdebut i en vänskapsmatch mot Ungern inför EM, i november 2020.
Vid VM 2021 gjorde hon mästerskapsdebut då hon fick ersätta Martina Thörn som blivit skadad.

## Meriter
Klubblag
- Champions League-mästare (2021 och 2022) med Vipers Kristiansand
- Vinnare av norska Eliteserien (2021 och 2022) med Vipers Kristiansand
- Vinnare av Norgesmesterskapet (2020 och 2021) med Vipers Kristiansand
- Vinnare av Supercupen i Rumänien (2022) med CSM Bucuresti